# Најџел Бонд
Најџел Бонд (енгл. Nigel Bond; рођен 15. новембра 1965, Дарли Дејл, Дарбишир, Енглеска) је професионални играч снукера.

## Успеси

### Рангирана финала
| Исход     | Година | Турнир            | Противник у финалу | Резултат |
| --------- | ------ | ----------------- | ------------------ | -------- |
| Финалиста | 1990   |                   | Стивен Хендри      | 5:10     |
| Финалиста | 1995   | Светско првенство | Стивен Хендри      | 9:18     |
| Финалиста | 1995   |                   | Џон Парот          | 6:9      |
| Победник  | 1996   |                   | Џон Хигинс         | 9:8      |
| Финалиста | 1997   |                   | Питер Ебдон        | 7:9      |